# آلفا خرچنگ
آلفا خرچنگ یک ستاره است که در صورت فلکی خرچنگ قرار دارد.